# Gottfried Christian Voigt

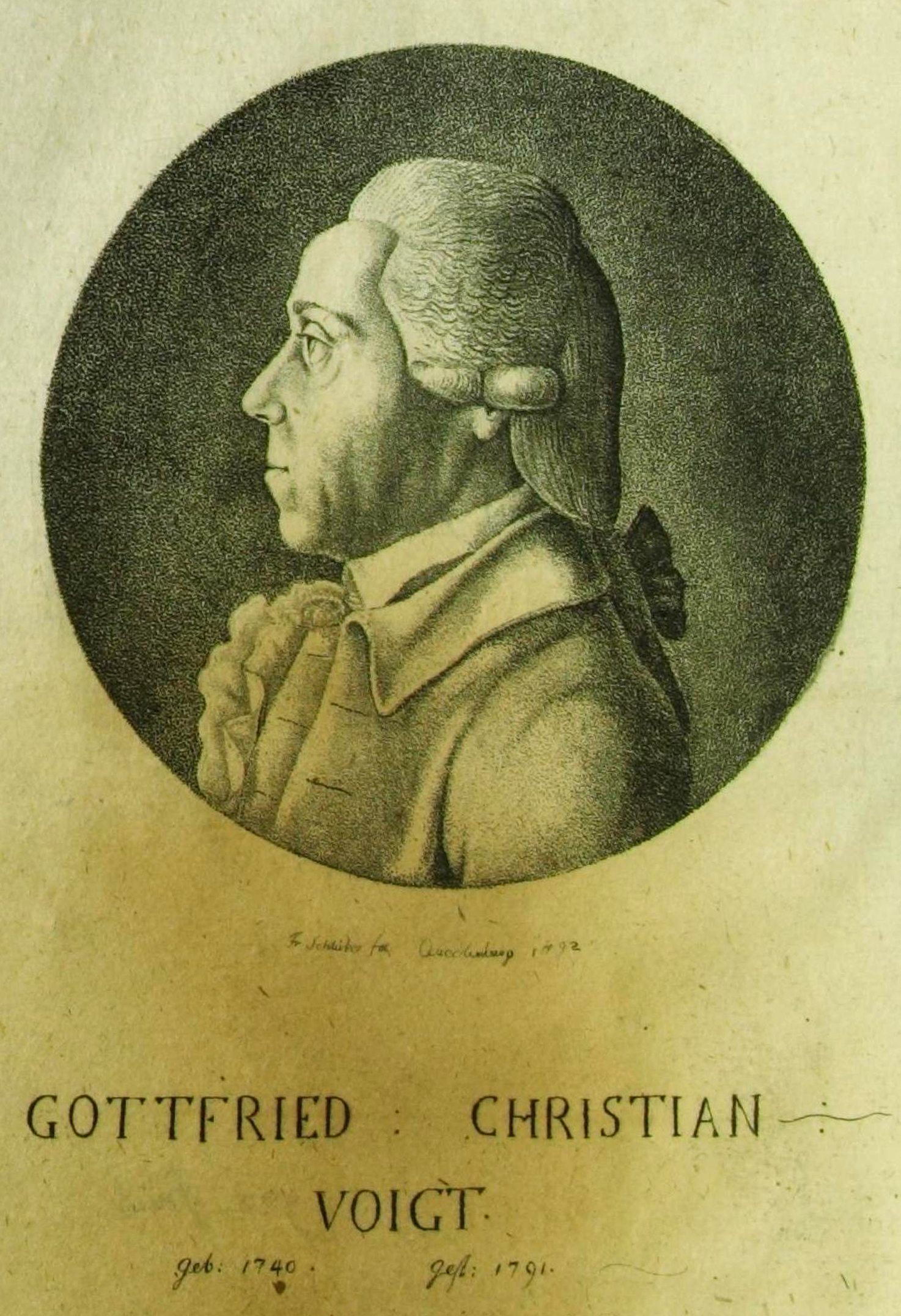
Gottfried Christian Voigt

Gottfried Christian Voigt (geb. 24. Juni 1740 in Wegeleben; gest. 15. November 1791 in Quedlinburg) war ein deutscher Gelehrter des 18. Jahrhunderts, der in Quedlinburg wirkte und 1791 eine „Geschichte des Stifts Quedlinburg“ verfasste.
Er ist bekannt als die Quelle der Schätzung von „neun Millionen Opfern“ bei den europäischen Hexenverfolgungen, die im Feminismus und Neopaganismus des 20. Jahrhunderts zu einem einflussreichen Volksmythos wurde. Die Geschichte dieser Schätzung wurde von Wolfgang Behringer (1998) erforscht. Voigt veröffentlichte sie in einem Artikel aus dem Jahr 1784, den er im Kontext des Zeitalters der Aufklärung schrieb und mit dem er die Bedeutung der Bildung bei der Ausrottung des Aberglaubens und eines Rückfalls in den Hexenwahn betonen wollte, der zu seiner Zeit vor weniger als einem Jahr abgeklungen war. Er kritisierte Voltaires Schätzung von „einigen hunderttausend“ als zu niedrig.

## Publikationen
- Geschichte des Stifts Quedlinburg (3 Bände: 1, 2, 3) – Besprechung
- Abhandlungen über einzelne Gegenstände des Rechts und der Geschichte. Halle: Gebauer, 1782 (Online-Teilansicht)